# Tarján Vilmos
Tarján Vilmos, született Klein (Budapest, 1881. március 25. – Budapest, Erzsébetváros, 1947. november 1.) magyar színész, konferanszié, színházigazgató, író, újságíró.

## Élete
Klein Ignác és Gottlieb Eszter (1858–1942) fia. Kereskedelmi iskolát végzett. 1903-ban a Magyarság, majd a Friss Újság és a Magyar Hírlap munkatársa lett. Miután 1907-ben megnyílt az első igazi pesti kabaré, társulatot szervezett, amellyel bejárta a délvidék nagyobb városait. 1908-ban a Bálint Dezső igazgatása alatt álló Bonbonnière Cabaret tagja lett, s az 1909. novemberi műsort már ő konferálta. 1910-től Az Est Lapok munkatársaként bűnügyi riportokat írt, melyeket külföldi lapok is átvettek.
Az első világháború alatt harctéri tudósításokat és hadiszállításokról nagy feltűnést keltő leleplező cikkeket írt, majd a háborút követően a New York kávéház társtulajdonosa lett, de a színészettel továbbra is fenntartotta kapcsolatait. 1923-ban a Gellért Szállóban nagyszabású színészbált szervezett. 1924-ben a Royal Orfeum igazgatójaként visszaállította annak világvárosi színvonalát, majd rövid ideig a Fővárosi Operettszínház igazgatója lett. Az Országos Színészegyesület 1929 márciusában tiszteletbeli tagjává választotta. Évekig igazgatója volt az Otthon Írók és Hírlapírók Körének.

## Magánélete
Felesége Herskovits Olga (1887–1956) volt, Herskovits Illés és Grünwald Eugénia lánya, akit 1922. szeptember 6-án Budapesten vett nőül. Fia Tarján György volt.

## Művei
- A terror. 1. r.; bev. Fényes László, ill. Feiks Jenő; Újságüzem, Bp., 1919
- T. V.-től a Tarjánig (Budapest, 1937)
- Pesti éjszaka (Budapest, 1940)
- Riporteri titkaimat nem viszem sírba (Budapest, 1943)
- A bedeszkázott riporter; bev., szerk., jegyz. Buza Péter, Budapesti Városvédő Egyesület, Bp., 2007 (Budapest könyvek)